# Todo empieza y todo acaba en ti
Todo empieza y todo acaba en ti es el octavo álbum de Ismael Serrano, disco de oro en España y Argentina.
En 2013 se reeditó junto a un CD extra, que incluía duetos, producciones acústicas de viejas canciones, una versión del rockero argentino Luis Alberto Spinetta y el tema de la película El hombre que corría tras el viento.

## Lista de canciones
Letra y música de todas las canciones compuestas por Ismael Serrano excepto donde se indica.

| CD original |                                   |                 |        |          |  |
| N.º         | Título                            | Letras          | Música | Duración |  |
| 1.          | «Todo empieza y todo acaba en ti» |                 |        | 5:39     |  |
| 2.          | «Por fin te encontré»             |                 |        | 5:54     |  |
| 3.          | «Despierta»                       |                 |        | 6:22     |  |
| 4.          | «Mañana porteña en Madrid»        | Rodolfo Serrano |        | 3:24     |  |
| 5.          | «Te odio»                         |                 |        | 3:57     |  |
| 6.          | «Mientras tú llegas»              |                 |        | 4:31     |  |
| 7.          | «Luces errantes»                  |                 |        | 6:05     |  |
| 8.          | «Yo era un tipo solitario»        |                 |        | 4:11     |  |
| 9.          | «Semana»                          | Rodolfo Serrano |        | 3:25     |  |
| 10.         | «Hija de Lilith»                  |                 |        | 5:18     |  |
| 11.         | «Habrá que someter a referéndum»  |                 |        | 5:13     |  |
| 12.         | «Te debo una canción»             |                 |        | 6:45     |  |
| 13.         | «Con una pena de muerte»          |                 |        | 3:25     |  |

| Edición vespertina. CD extra |                                                                                      |                       |                       |          |  |
| N.º                          | Título                                                                               | Letras                | Música                | Duración |  |
| 1.                           | «Canción para un viejo amigo» (con Joan Manuel Serrat)                               |                       |                       | 3:49     |  |
| 2.                           | «Muchacha (Ojos de papel)»                                                           | Luis Alberto Spinetta | Luis Alberto Spinetta | 4:06     |  |
| 3.                           | «Te odio» (con Lamari de Chambao)                                                    |                       |                       | 3:57     |  |
| 4.                           | «Pequeña criatura» (versión acústica)                                                |                       |                       | 4:27     |  |
| 5.                           | «Despierta» (con Silvio Rodríguez)                                                   |                       |                       | 6:21     |  |
| 6.                           | «Podría ser» (versión acústica)                                                      |                       |                       | 4:15     |  |
| 7.                           | «Vuelvo» (con Pasión Vega)                                                           |                       |                       | 4:29     |  |
| 8.                           | «Ahora» (versión acústica)                                                           | Daniel Serrano        |                       | 4:02     |  |
| 9.                           | «El espejismo» (con Nach)                                                            |                       |                       | 4:21     |  |
| 10.                          | «Un destello de felicidad» (tema de la película El hombre que corría tras el viento) |                       |                       | 3:35     |  |